# Баклажан
Баклажа́н — трав'яниста рослина Solanum melongena, родини пасльонових (Solanaceae). Походить із тропіків Азії (Східна Індія).
Слово «баклажан» запозичене з турецької мови, а тур. patlıcan походить від перс. bādinǰān (bādindžān).

## Загальні відомості
Вирощується в субтропічних і тропічних країнах, на Кавказі, в країнах Середньої Азії та помірному поясі Європи; в Україні — в усіх областях, водночас промислові плантації зосереджені найбільше на піщаних і чорноземних ґрунтах степу й лісостепу, а в лісовій зоні вирощується переважно для власного споживання. Баклажан вимогливий до тепла й вологи, найкраще росте на родючих зрошуваних землях. Баклажани вирощують з розсади. Урожайність — 14—35 т/га. Плоди бувають від світло- до чорно-фіолетових (найчастіше), білі, зелені, рябі, сині, чорні, кремові, бурштинові; гладкі, гранені й репані; довгі, дугоподібні й кулясті. Вони багаті вуглеводами, білками, дубильною кислотою і вітамінами.
Споживають плоди, які не досягли фізіологічної стиглості. Вони м'ясисті, м'якуш білий. Вигляд і розмір плодів залежать від сорту. Баклажан посідає видне місце в кулінарії: його вживають вареним, тушкованим, смаженим, печеним, маринованим, запарюють сушений чи морожений та навіть сирим. Також баклажан — цінна сировина для консервування (баклажанна ікра). У холодильнику зберігається дуже довго, а в морозильній камері — до наступного урожаю.
Як і більшість пасльонових, може викликати харчову алергію, особливо у разі поєднання з картоплею. Алергічна відповідь організму на баклажани, нагадує подібні реакції на інші продукти. Загальними ознаками є: 
• Шкірні висипання,
• Свербіж і набряк горла,
• Подразнення і червоні очі,
• Нудота і блювання.

## Вирощування
Хоч баклажани в Україні й розводяться скрізь, без розсади встигнути отримати більш-менш значні плоди, украй важко. Навіть у степових місцевостях потрібно бодай замочити зерна в приміщенні для пророщування. Проростають легко, але довго: 2-4 тижні. Радять кілька разів промивати у гарячій воді 50°C, для змивання ефірних олій з поверхні насіння та для сприяння пробудженню. Ще одна причина сіяти на розсаду — це те, що паростки бояться не лише заморозків, а й навіть температур, близьких до нуля, отже вони мають зміцніти в теплі до середини травня (в умовах лісової і лісостепової зони). Дорослі рослини помітно вегетують лише за температури понад 10°C.
Промислові посадки можливі у Криму, Миколаївській, Херсонській, Одеській, Черкаській, частково Вінницькій, Кіровоградській, Донецькій, Запорізькій, Дніпропетровській областях, в околицях Ужгорода та долині Дністра, любительські — по всій Україні. На даний час ці можливості не повністю залучені.
У лісостепу рослину висівають у кінці січня — першій декаді лютого, щоб з урахуванням пророщування мати 70-денну розсаду до травня, можна й пізніше, але це втрата врожайності.
Підсвічування в хмарні дні не завадить, але суто для запобігання витягуванню. Довжина дня 9–11 годин, яка є в лютому, цілком придатна для цієї рослини.
Ще одна причина ранньої висадки на розсаду: якщо на початку травня не закладуться квіти — то їх чекати аж до тієї пори, поки день не піде на спад, бо рослина при довгому дні не цвіте. За цей час рослина добряче вигорить на сонці й зав'язь під кінець літа буде витягувати останні соки з ледь живого стебла. І звісно ж, виснажена рослина, миттєво ляже на землю і зав'яне за першого ж осіннього зниження температури (навіть без заморозку).
Висівається неглибоко, на кілька міліметрів і сходить досить довго, але дружно. У разі збільшення глибини до 8 мм насіння сходитиме місяць, а при збільшенні до 2 см — два місяці. Зволоження потрібне оптимальне, але щойно наклюнута насінина, легше переносить посуху за перезволоження. У випадку невчасного зволоження у насінини вистачить енергії до розкриття сім'ядоль, а от у разі перезволоження, може задихнутись і згнити. Вода насінню насамперед, є одним із сигналів до проростання.
Паростки досить сильні, не бояться пікування навіть з 2-3 парами листочків. А от поширена помилка — розміщати всі пасльонові поруч. Баклажанове листя через два тижні починає жухнути, забарвлюється у фіолетовий колір, гальмується ріст, якщо навіть на віддалі метра, є паростки помідорів.
Натомість інші рослини-родичі: картопля і перець такої реакції не викликають, однак з картоплі налітає жук та передаються інші хвороби. Між баклажанами заради економії площі, висівається зелень та бобові.

## Шкідники, хвороби
Фітофтора, колорадський жук, але в менших масштабах, ніж у картоплі.

## Морозостійкість
- Розсада не витримує заморозків
- Пагони, листя -4°С (до трьох коротких жовтневих заморозків, не щодня)
- Корінь -5°С
- Плоди -1°С
- Квіти -1°С

Всі цифри дуже приблизні, у виснажених рослин морозостійкість знижується.
Якщо пагін обрізати й добре укрити перед морозами корінь, у місцевостях з м'яким (зокрема, західноєвропейським або середземноморським) кліматом, навесні кущ може відрости й уже в червні дасть перші плоди. В Україні це майже неможливо, через суворі морози, але на підвіконні або в оранжереї, рослина може жити багато років.

## Сорти
Сині сорти далеко не найсмачніші, не найкорисніші і не найпрактичніші, тож навіть саме слово «синенькі» — явно застаріле.
Баклажани світлих, рябих сортів дуже ніжні, не гіркі.
Також знані «пузаті» і кулясті баклажани.
Загалом в Україні поширені сорти: Делікатес, Напівдовгий, Донський 14, Сімферопольський 105, Довгий фіолетовий 239, Кримський 7/14, Матрос, Геліос (синя куля), Айсберг, Білосніжний тощо.
У Південно-східній Азії вирощують сорти з маленькими кулястими смугастими плодами, що отримав назву тайський баклажан. Широко використовується у тайських стравах каенг, сом там.

## Заготівля насіння
Плоди — ягода на насіння зривають у фазі біологічної стиглості. Необхідно вибрати найдосконаліші за всіма ознаками рослин (з великим числом зав'язей та плодів, нічим не хворі тощо). На цих рослинах залишають по 2 — 3 плоди. У кожному баклажані утворюється від 2 до 4 тис. насінин, але краще не ризикувати, і залишити кілька плодів на кількох рослинах: адже під час дозрівання, рослина може зламатися або захворіти й тоді один-єдиний овоч, залишений на насіння, може не встигнути визріти.
Більше, ніж 2–3 залишати на одній рослині теж не доцільно: найправильніше протягом всього літа й осені, отримати плоди 2–3-тижневого віку. Тоді рослина буде рясно цвісти і продовжувати утворення зав'язі до самого жовтня.
Найкращі фізичні якості в насіння плодів, сформованих на гілках перших трьох порядків. Використання плодів, що утворилися пізніше, призводить до зниження енергії проростання, схожості та зменшення врожаю на 7 — 20 %.
Збір насіннєвих плодів проводиться в кінці вересня — початку жовтня в суху погоду зранку.
У разі самодозрівання завчасно знятих плодів перців і баклажанів, схожість і енергія проростання насіння зростають. Однак під час зберігання вони скоріше знижують свої посівні якості, аніж насіння з плодів, які дозріли природним шляхом, висячи на рослині. Отож краще використовувати нормально визрілі плоди.
Схожість насіння баклажанів знижує низька температура, особливо чутливі насінини з недозрілих плодів. Річ у тім, що насіння переходить у стан спокою. Ось чому подальше прогрівання протягом 3—5 днів їх схожість підвищує.
З іншого боку, кілька короткочасних заморозків (винесення на вулицю або в холодильник) забезпечує стійкість до малих заморозків у рослин, які виростуть з насіння.

## Галерея

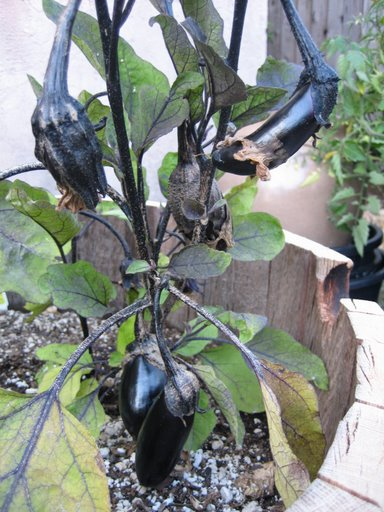
Японський баклажан
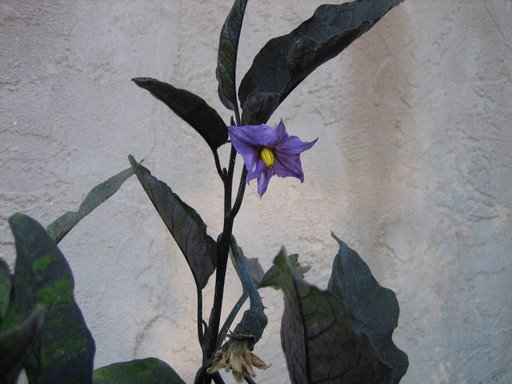
Квітка японського баклажану
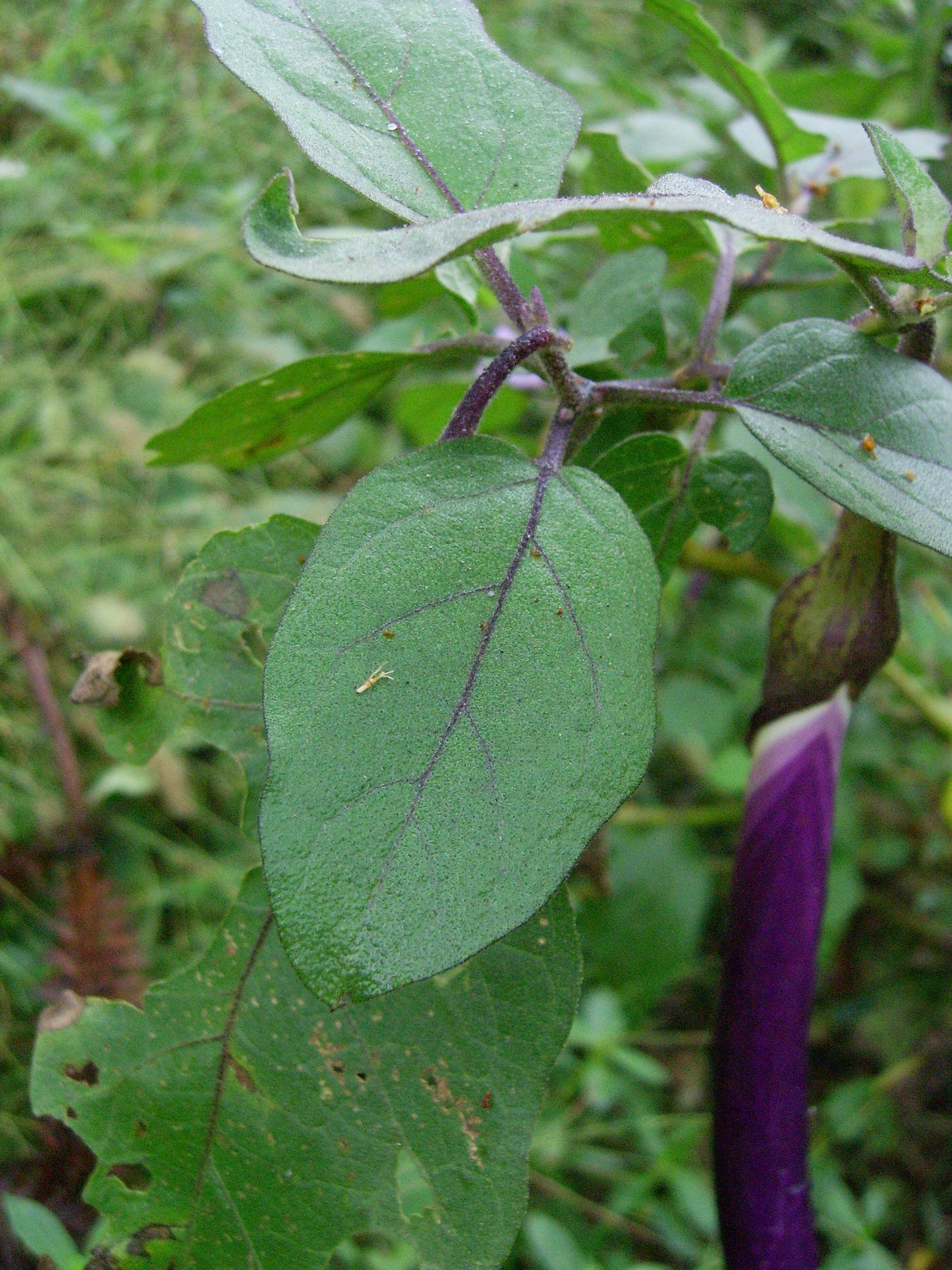
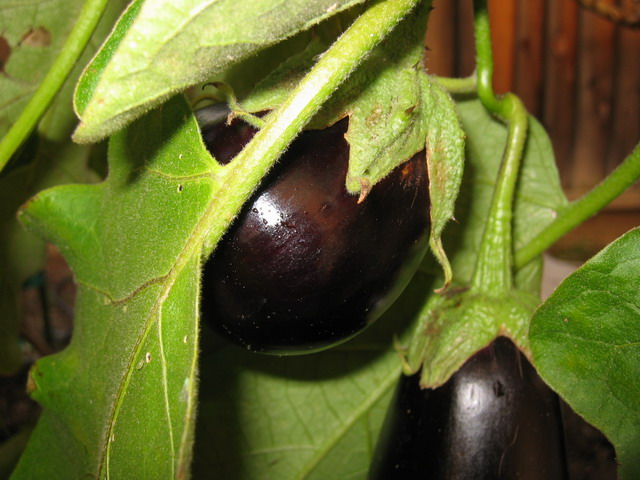
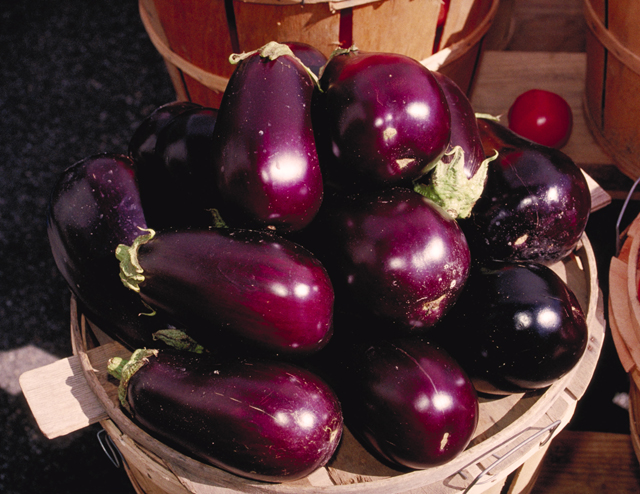
Типові пурпурові баклажани
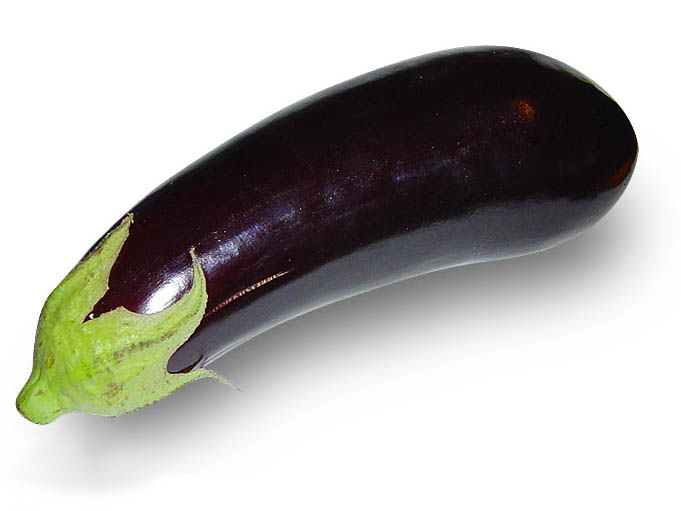
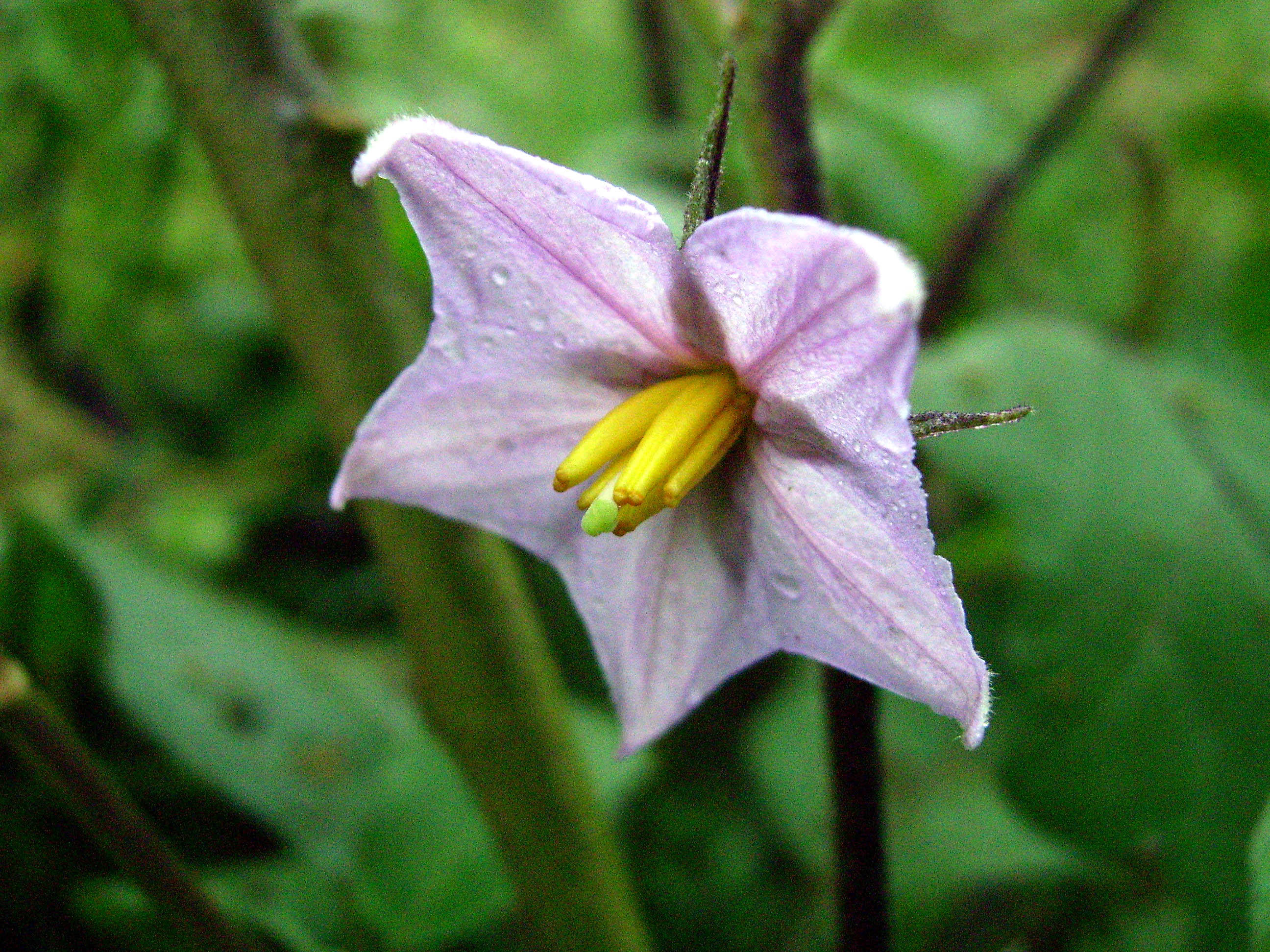
Квітка баклажану
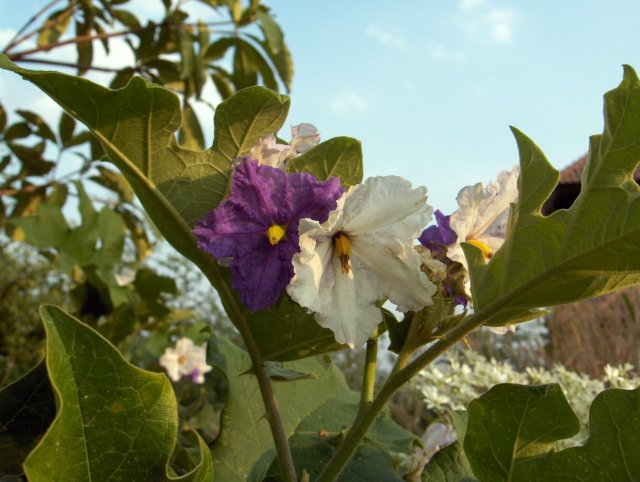
Квітки тайського баклажану
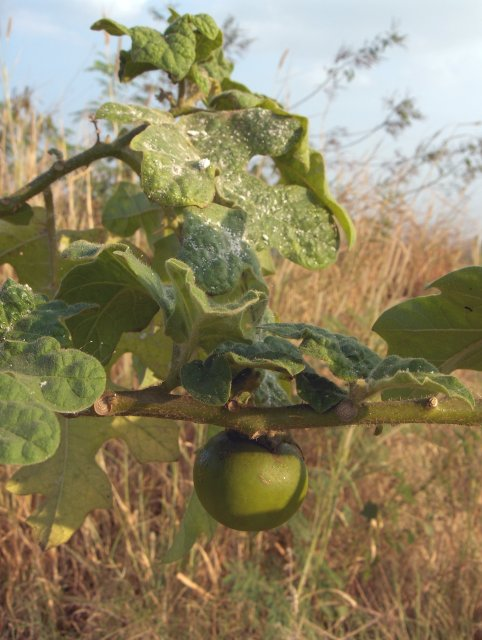
Плід тайського баклажану. Характерним є білий наліт на листі
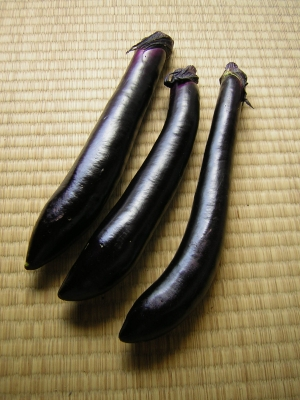
Видовжений баклажан
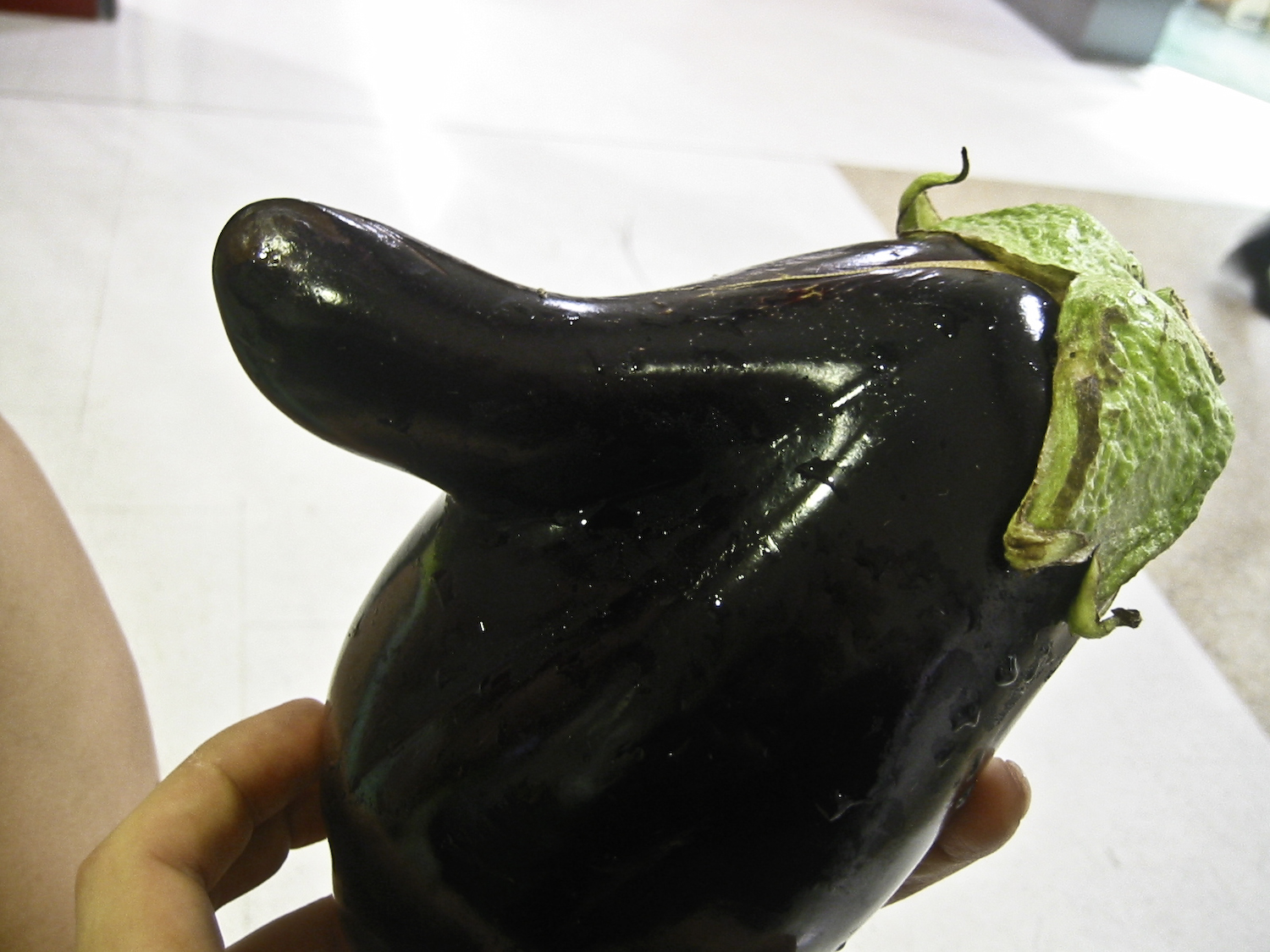
Деформований баклажан
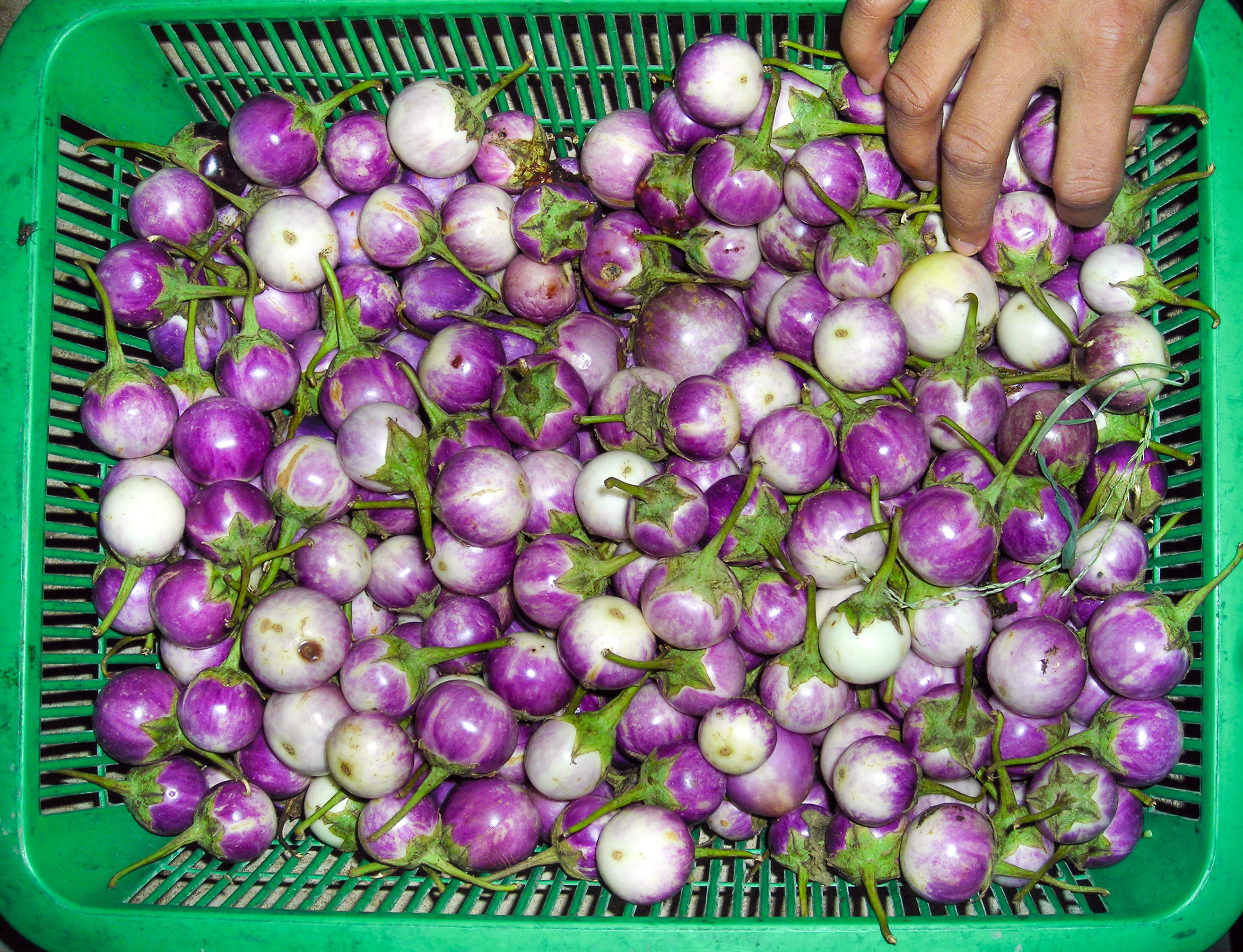
Плоди пурпурового сорту тайського баклажану
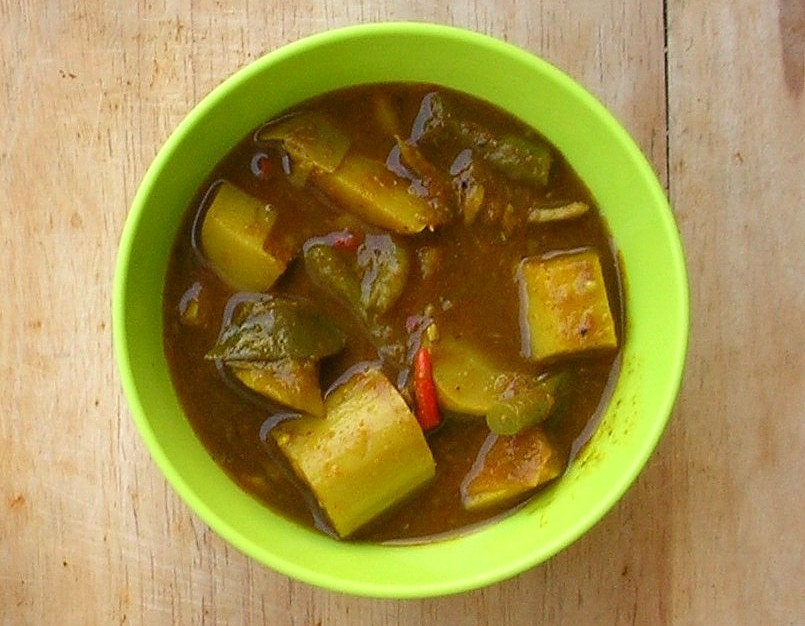
каенг тай пла з тайськими баклажанами та паростками бамбука
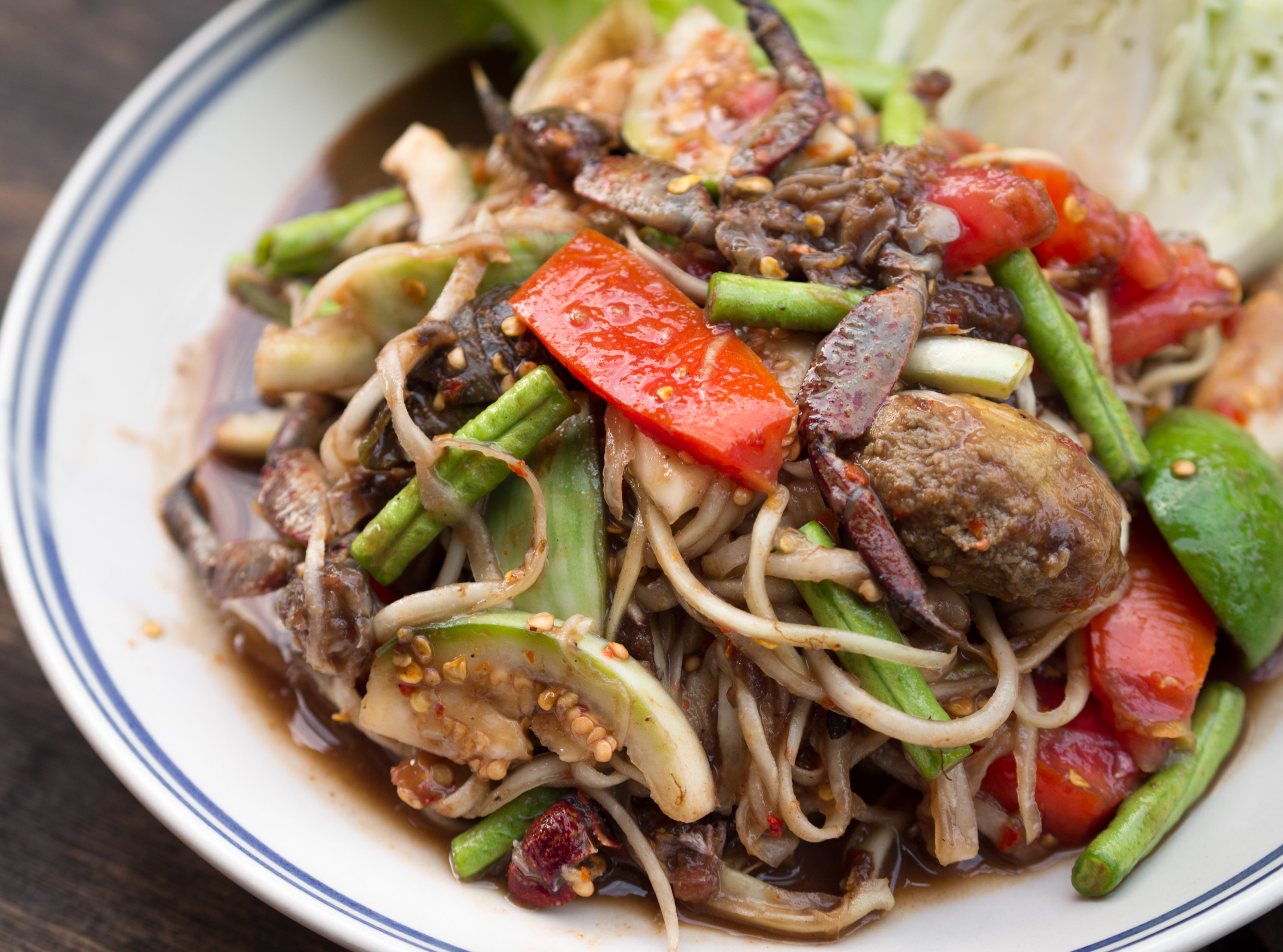
Плоди тайського баклажану в салаті сом там
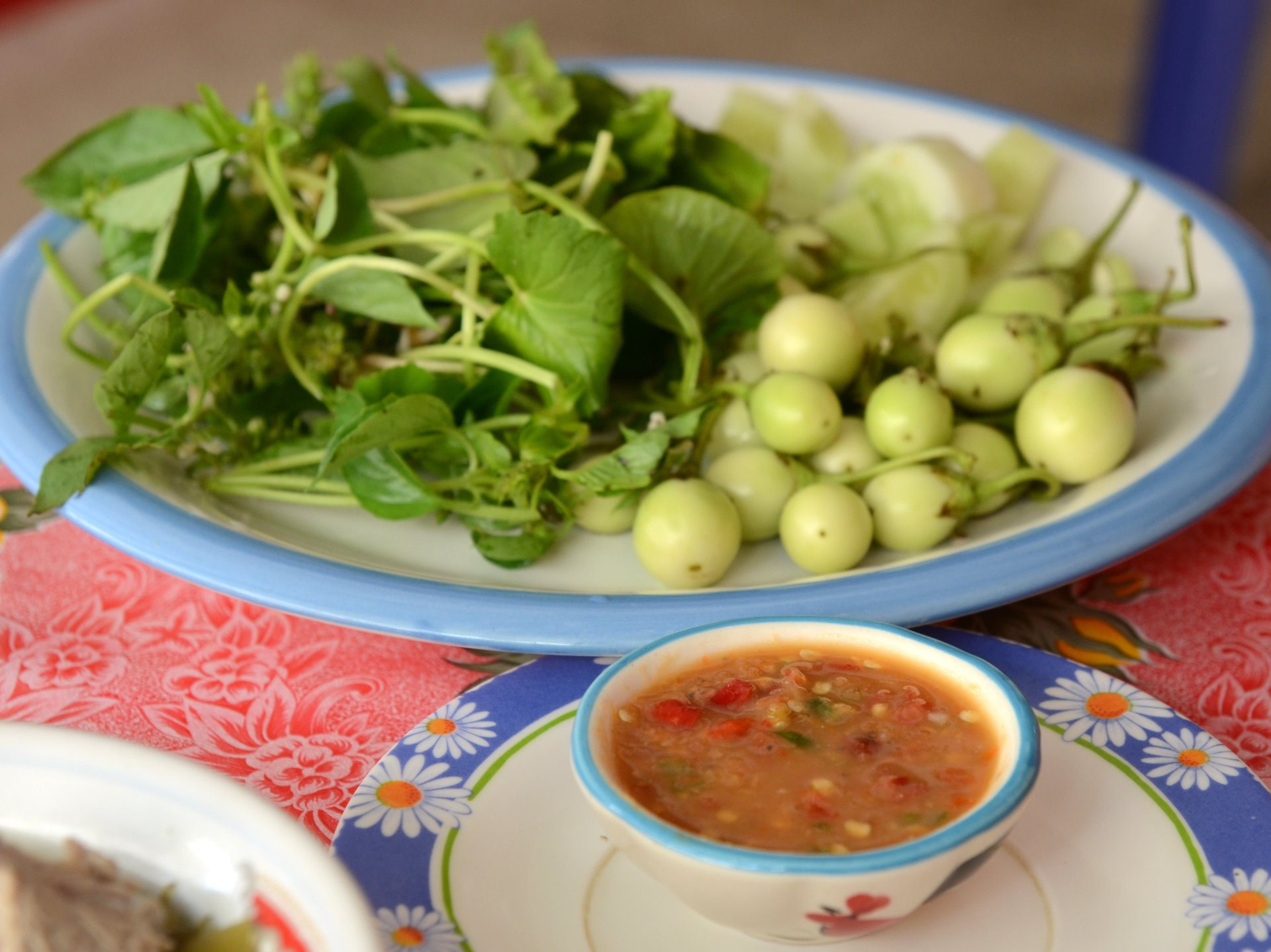
Нам пхрік з тарілкою овочів, серед яких тайський баклажан